# Hylobates abbotti
Hylobates abbotti is een zoogdier uit de familie van de gibbons (Hylobatidae). De wetenschappelijke naam van de soort werd voor het eerst geldig gepubliceerd door Cecil Boden Kloss in 1929. De soort werd voorheen als ondersoort van de Borneogibbon (Hylobates muelleri) gerekend.

## Voorkomen
De soort komt voor in het westen van Borneo.